# Австралийски диамантени питони
Австралийските диамантени питони (Morelia) са род влечуги от семейство Питонови (Pythonidae).
Таксонът е описан за пръв път от британския зоолог и филателист Джон Едуард Грей през 1842 година.

## Видове
- Morelia azurea
- Morelia bredli – Диамантен питон на Бредъл
- Morelia carinata
- Morelia imbricata
- Morelia spilota – Килимов питон
- Morelia viridis – Зелен питон